# Matt Targett
Matthew ("Matt") Targett (Chertsey (Surrey, Engeland), 24 december 1985) is een Australische zwemmer die Australië vertegenwoordigde op de Olympische Zomerspelen 2008 en op de Olympische Zomerspelen 2012 in Londen.

## Carrière
Targett maakte zijn internationale debuut op de Gemenebestspelen 2006 in Melbourne. Op zijn enige afstand, de 50 meter vlinderslag, haalde hij als derde de finale maar daarin werd de Australiër gediskwalificeerd.
Op de Australische zwemkampioenschappen 2008 in Sydney wist Targett zich dankzij een tweede plaats op de 100 meter vrije slag te plaatsen voor de Olympische Zomerspelen 2008 in Peking. In China wist hij de bronzen medaille te veroveren op de 4x100 meter vrije slag, dit deed hij samen met Eamon Sullivan, Andrew Lauterstein en Ashley Callus. In de finale van de 100 meter vrije slag eindigde de Australiër als zevende. Op de 4x100 meter wisselslag zwom Targett alleen in de series, maar ontving daarvoor wel de zilveren medaille nadat zijn ploeggenoten tweede waren geworden in de finale.
Tijdens de wereldkampioenschappen zwemmen 2009 in Rome veroverde de Australiër de zilveren medaille op de 50 meter vlinderslag, op de 100 meter vrije slag strandde hij in de halve finales. Samen met Ashley Delaney, Brenton Rickard en Andrew Lauterstein sleepte hij de bronzen medaille in de wacht op de 4x100 meter wisselslag, op de 4x100 meter vrije slag eindigde hij samen met Matt Abood, Andrew Lauterstein en Tommaso D'Orsogna op de achtste plaats.
Op de wereldkampioenschappen zwemmen 2011 in Shanghai legde hij, op de 50 meter vlinderslag, beslag op de zilveren medaille, daarnaast werd hij uitgeschakeld in de halve finales van de 50 meter vrije slag. Samen met James Magnussen, Matt Abood en Eamon Sullivan veroverde hij de wereldtitel op de 4x100 meter vrije slag.
Tijdens de Olympische Zomerspelen van 2012 in Londen sleepte hij samen met Hayden Stoeckel, Christian Sprenger en James Magnussen de bronzen medaille in de wacht op de 4x100 meter wisselslag, op de 4x100 meter vrije slag eindigde hij samen met James Magnussen, Eamon Sullivan en James Roberts op de vierde plaats.

## Internationale toernooien
| Jaar | Olympische Spelen                                                                         | WK langebaan                                                                     | WK kortebaan  | PanPacs       | Gemenebestspelen   |
| ---- | ----------------------------------------------------------------------------------------- | -------------------------------------------------------------------------------- | ------------- | ------------- | ------------------ |
| 2006 |                                                                                           |                                                                                  | geen deelname | geen deelname | DQ 50m vlinderslag |
| 2007 |                                                                                           | geen deelname                                                                    |               |               |                    |
| 2008 | 7e 100m vrije slag · 4x100m vrije slag · 4x100m wisselslag · Targett zwom enkel de series |                                                                                  | geen deelname |               |                    |
| 2009 |                                                                                           | 11e 100m vrije slag · 50m vlinderslag · 8e 4x100m vrije slag · 4x100m wisselslag |               |               |                    |
| 2010 |                                                                                           |                                                                                  | geen deelname | geen deelname | geen deelname      |
| 2011 |                                                                                           | 9e 50m vrije slag · 50m vlinderslag · 4x100m vrije slag                          |               |               |                    |
| 2012 | 4e 4x100m vrije slag · 4x100m wisselslag                                                  |                                                                                  | geen deelname |               |                    |
| 2013 |                                                                                           | 13e 50m vlinderslag 4e 4x100m vrije slag Targett zwom alleen in de series        |               |               |                    |

## Persoonlijke records
Bijgewerkt tot en met 21 oktober 2012

### Kortebaan
| Afstand          | Tijd  | Datum            | Plaats    |
| ---------------- | ----- | ---------------- | --------- |
| 50m vrije slag   | 21,12 | 21 oktober 2012  | Berlijn   |
| 100m vrije slag  | 47,23 | 20 juli 2008     | Melbourne |
| 50m vlinderslag  | 22,30 | 20 oktober 2012  | Berlijn   |
| 100m vlinderslag | 51,54 | 29 augustus 2007 | Melbourne |

### Langebaan
| Afstand          | Tijd  | Datum            | Plaats   |
| ---------------- | ----- | ---------------- | -------- |
| 50m vrije slag   | 22,09 | 29 juli 2011     | Shanghai |
| 100m vrije slag  | 47,88 | 13 augustus 2008 | Peking   |
| 50m vlinderslag  | 22,73 | 27 juli 2009     | Rome     |
| 100m vlinderslag | 52,24 | 21 maart 2012    | Adelaide |